# Yūsuke Tanaka (gimnastyk)
Yūsuke Tanaka (jap. 田中佑典 Tanaka Yūsuke; ur. 29 listopada 1989 r.) – japoński gimnastyk, mistrz olimpijski z Rio de Janeiro 2016 i srebrny medalista Londynu 2012, mistrz świata, srebrny i brązowy medalista uniwersjady.
Jego starsza siostra Rie oraz starszy brat Kazuhito także są gimnastykami.